# Филипович, Андрия
Андрия Филипович (хорв. Andrija Filipović; род. 18 апреля 1997, Риека) — хорватский футболист, нападающий узбекистанского клуба «Бунёдкор».

## Карьера
Футбольную карьеру начал в 2016 году в составе клуба «Сиена».
В 2017 году перешёл в «Горицу». Сыграл за клуб 62 матча, где забил 11 мячей.
В начале 2020 года стал игроком словенского клуба «Мура».
В сентябре 2021 года перешёл в албанский клуб «Партизани».
В начале 2022 года подписал контракт с казахстанским клубом «Атырау».

## Достижения
«Горица»
- Серебряный призёр чемпионата Словении: 2016/17

«Мура»
- Чемпион Словении: 2020/21
- Обладатель Кубка Словении: 2019/20

«Актобе»
- Бронзовый призёр Чемпионата Казахстана: 2023

## Клубная статистика
| Игровая карьера | Игровая карьера | Игровая карьера | Лига | Лига | Кубок | Кубок | Межд. | Межд. | Др. | Др. |
| --------------- | --------------- | --------------- | ---- | ---- | ----- | ----- | ----- | ----- | --- | --- |
| 2019/20         | Мура            | А               | 8    | 0    | —     | —     | —     | —     | —   | —   |
| 2020/21         | Мура            | А               | 23   | 4    | 1     | 0     | 3     | 0     | —   | —   |
| 2021/22         | Мура            | А               | 1    | 0    | —     | —     | —     | —     | —   | —   |
| 2021/22         | Партизани       | А               | 6    | 0    | 4     | 2     | —     | —     | —   | —   |
| 2022            | Атырау          | А               | 24   | 13   | 5     | 2     | —     | —     | —   | —   |
| 2023            | Актобе          | А               | 21   | 4    | 2     | 0     | 4     | 1     | —   | —   |